# Gle Goh Lemo
Gle Goh Lemo är ett berg i Indonesien.   Det ligger i provinsen Aceh, i den västra delen av landet, 1 800 km nordväst om huvudstaden Jakarta. Toppen på Gle Goh Lemo är 295 meter över havet, eller 78 meter över den omgivande terrängen. Bredden vid basen är 2,4 km.
Terrängen runt Gle Goh Lemo är huvudsakligen kuperad, men åt nordost är den platt.Runt Gle Goh Lemo är det ganska tätbefolkat, med 96 invånare per kvadratkilometer. Närmaste större samhälle är Sigli, 18,8 km öster om Gle Goh Lemo. I omgivningarna runt Gle Goh Lemo växer i huvudsak städsegrön lövskog.